# Ostwind
El FlakPanzer IV "Ostwind" (viento del este, en alemán) era un vehículo blindado antiaéreo utilizado por la Wehrmacht, durante la Segunda Guerra Mundial.

## Características
Tenía una torreta con forma hexagonal, desprotegida por arriba montada sobre el chasis de un Panzer IV, en la que se había instalado un cañón antiaéreo Flak 43 de 37 mm. Debido a la gran cantidad de humo que generaba el arma, y a pesar de que hubiera sido preferible, se descartó su instalación en una torreta cerrada. Además de su papel como antiaéreo, el cañón automático era también útil contra infantería, vehículos ligeros y pequeñas fortificaciones. Entró en servicio en 1944, siendo el sucesor del "Wirbelwind"
La principal mejora del "Ostwind" respecto al "Wirbelwind" fue el mayor alcance y potencia de su armamento. El blindaje de su torreta fue incrementado ligeramente y se le añadió una segunda ametralladora MG 34. 
La fabricación de estos vehículos fue llevada a cabo por "Deutsche Eisenwerke" en Duisburgo. Fueron construidos aproximadamente 45 de estos vehículos.

### Desarrollos relacionados
Desarrollo del Flakpanzer IV:
- Möbelwagen
- Wirbelwind
- Ostwind
- Kugelblitz